# NGC 1003
NGC 1003 este o galaxie spirală situată în constelația Perseu. A fost descoperită în 6 octombrie 1784 de către William Herschel. Se află la o distanță de 11,02 megaparseci de Pământ.